# Districtul Castelo Branco
Districtul Castelo Branco (portugheză Distrito de Castelo Branco) este un district în centrul Portugaliei, cu reședința în Castelo Branco. Are o populație de 208 069 locuitori și suprafață de 6 675 km².

## Municipii
- Belmonte
- Castelo Branco
- Covilhã
- Fundão
- Idanha-a-Nova
- Oleiros
- Penamacor
- Proença-a-Nova
- Sertã
- Vila de Rei
- Vila Velha de Ródão